# 1700 en droit
Cet article présente les faits marquants de l'année 1700 en droit.

## Événements
- 4 janvier : oukase imposant le costume occidental aux Boyards en Russie[1].

- 1er mars : le Danemark, la Norvège et les États protestants allemands adoptent le calendrier grégorien. Le 1er mars suit immédiatement le 18 février à cette occasion[2].

- 13 et 25 mars : traités de partage de la succession d’Espagne entre la France et l’Angleterre à Londres (13 mars) et entre la France et les Provinces-Unies à La Haye (25 mars).  L’archiduc Charles, fils cadet de Léopold Ier et d’Eléonore de Neubourg, aurait la partie du royaume espagnol auparavant dévolue à Ferdinand-Joseph. Pour le dauphin Louis, Louis XIV prétend aux possessions italiennes avec échange éventuel du Milanais contre la Lorraine, de la Sicile et de Naples contre la Savoie et Nice. Léopold refuse l’arrangement, favorable à la France, et s’en remet à l’autorité du pape, qui désigne le duc d'Anjou, petit-fils de Louis XIV[3].
- 18 mars : décret de fondation sur des plans de Leibniz de la Société des sciences de Berlin. Les lettres patentes sont données le 11 juillet[4]. Construction de l'observatoire de Berlin.

- 13 juillet : paix de Constantinople consacrant la fin de la troisième guerre russo-ottomane ; conclue pour trente ans entre la Russie et l’Empire ottoman, ce dernier reconnaît la perte d’Azov et du Kouban[5].

- 16 novembre, Vienne : traité de la couronne entre Frédéric III de Brandebourg et l’empereur[6].